# Капитализам: Љубавна прича
Капитализам: Љубавна прича (енгл. Capitalism: A Love Story) је амерички документарни филм из 2009. године режисера Мајкла Мура. Филм обрађује теме као што су „казино менталитет“ Волстрита, приватни затвори, утицај Голдман Сакса у Вашингтону, плате на нивоу и испод нивоа сиромаштва, корпоративно животно осигурање и уопште последице „неконтролисане похлепе“. Филм такође садржи и религијску компоненту у којој Мур испитује да ли је капитализам грех и да ли би Исус био капиталиста.